# Hôtel de ville d'Helsinki
L'hôtel de ville d’Helsinki (en finnois : Helsingin kaupungintalo) est un bâtiment construit dans le quartier de Kruununhaka à Helsinki en Finlande,,.

## Description
La mairie est située au 11-13, Pohjoisesplanadi au bord de la place du Marché d'Helsinki dans le quartier de Kruununhaka. 
Le bâtiment abrite les bureaux du maire d'Helsinki et de ses adjoints ainsi que des salles de réunion pour le conseil municipal d'Helsinki (Helsingin kaupunginvaltuusto) et du Bureau exécutif (Helsingin kaupunginhallitus).
Le bâtiment conçu par l'architecte Carl Ludvig Engel est terminé en 1833. Il est l'un des bâtiments du centre historique de style Empire. 
L'utilisateur d'origine du bâtiment était l'hôtel Seurahuone et il sert de mairie depuis 1913. 
Les espaces intérieurs ont été radicalement rénovés dans les années 1960 selon les plans de l'architecte Aarno Ruusuvuori.

## Galerie

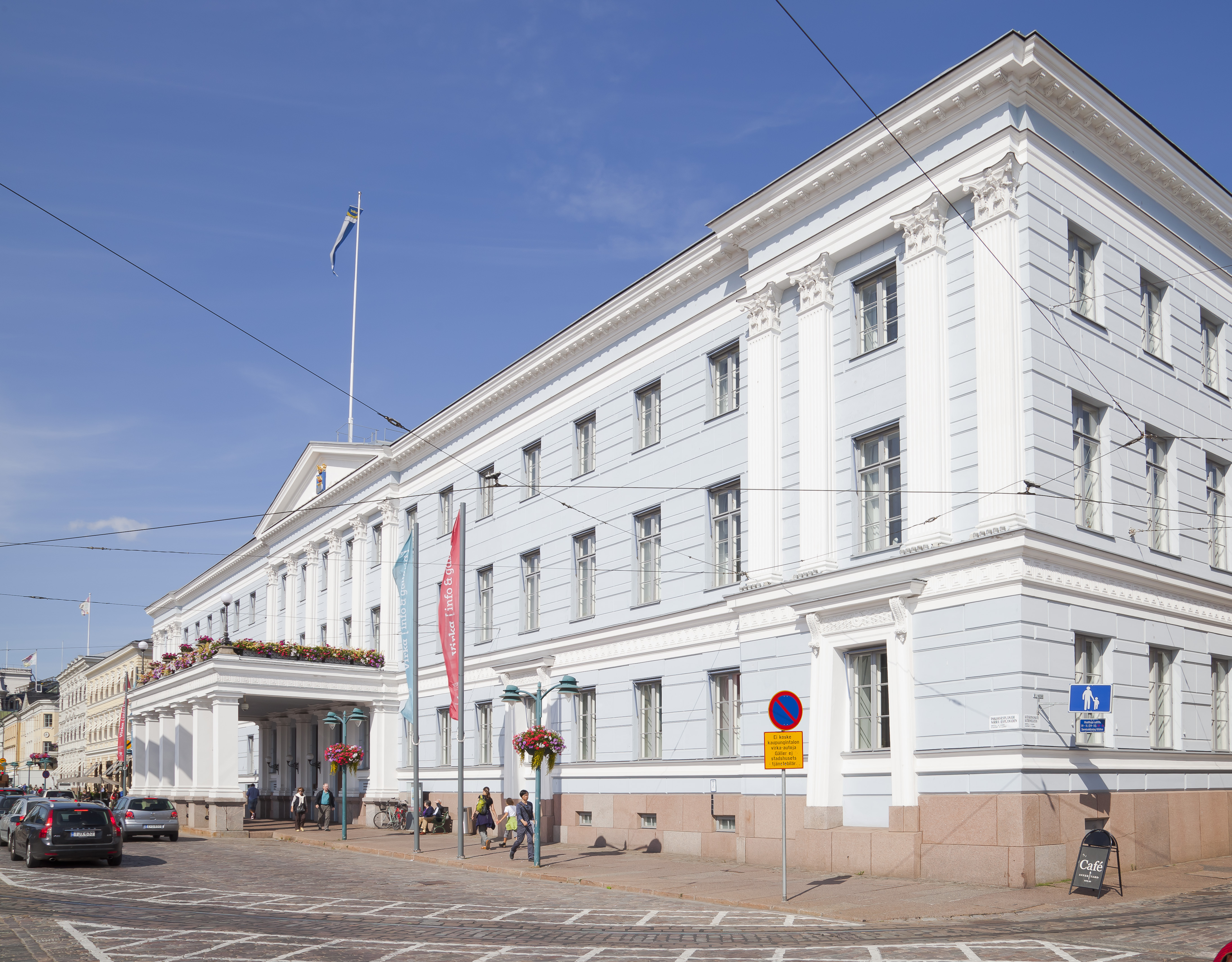
L'hôtel de ville d’Helsinki 11-13, Pohjoisesplanadi.
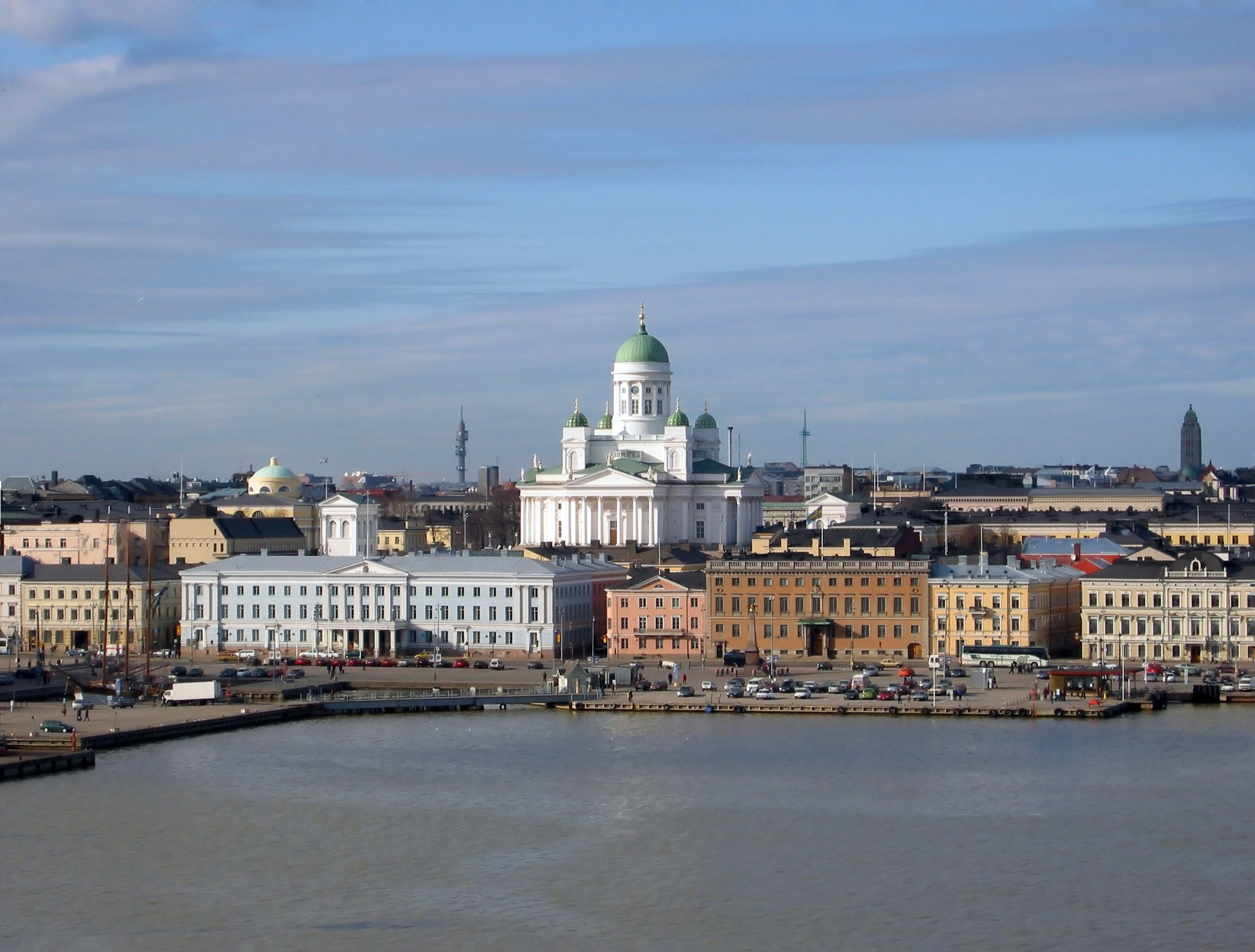
L'hôtel de ville d’Helsinki.